# Villa Calcaterra
Villa Calcaterra è un edificio storico di Busto Arsizio, nel quartiere di Sacconago, di proprietà del comune e sede dell'Istituto Cinematografico Michelangelo Antonioni. Si colloca sulla via Magenta, la strada che fin dall'antichità collegava Busto Arsizio a Sacconago (che fino al 1811 era comune autonomo).

## Storia
L'edificio fu costruito negli anni 1920 dalla famiglia di imprenditori dei Calcaterra, proprietari di un cascamificio a Sacconago e di una tessitura in Valcuvia. Durante la seconda guerra mondiale fu affittata dai tedeschi i quali ogni mese si recavano a Milano per pagare l'affitto. Nonostante l'ufficiale in capo non fosse filo Hitleriano, divenne celebre per le torture inflitte al suo interno ai partigiani della zona, infatti nel bunker comando posto nel boschetto adiacente sono state ritrovate molte suole di scarpe risalenti all'epoca e altri reperti bellici. Si dice inoltre che alla fine della guerra un gruppo di partigiani si recò dal comandante tedesco dandogli un lasso di tempo molto breve per abbandonare il presidio senza dare il tempo di cancellare le tracce dei malfatti e portare via tutto. Rimase di proprietà della famiglia fino al 1968, divisa in più appartamenti. Vi è nato nel 1951 il sociologo Giovanni Ragone. Pochi anni dopo, nel 1972, fu acquistata dal Comune di Busto Arsizio che la destinò a sede scolastica, inizialmente come distaccamento di una scuola elementare e successivamente del liceo scientifico Arturo Tosi.
Dopo essere rimasta per alcuni anni in stato i abbandono, si ipotizzarono per la villa funzioni quali sede delle associazioni cittadine, commissariato della Polizia di Stato e altri usi pubblici. Il 31 ottobre 2009, dopo un adeguato restauro, è stata consegnata all'Istituto cinematografico Michelangelo Antonioni. Nel 2018 un grupo di speleologi ebbe il permesso di effettuare delle ricerche nella villa e scoprirono come delle camerette o piccoli nascondigli (ormai vuoti) dietro i mattoni sotto la scala principale mentre il cunicolo che porterebbe all'esterno della villa rimane ancora un mistero in quanto non sono più stati dati i permessi agli speleologi per poter continuare l'attività di ricerca.

## Architettura
L'edificio ha una pianta a forma di "H" con le ali a est più piccole e tra loro più distanti. Sui prospetti è ben evidente lo sviluppo su due piani: le pareti del piano rialzato sono intonacate e verniciate di rosso scuro, mentre quelle del primo piano sono in mattoni a vista. La fascia marcapiano, così come il basamento e la fascia sotto la copertura, contrastano con il resto della facciata grazie al loro colore bianco, che caratterizza anche il bugnato che segna gli spigoli della villa per tutta la sua altezza.
La facciata principale è orientata a est e affaccia sulla via Magenta. Su entrambe le facciate del corpo centrale (a est e a ovest) è presente una balconata che copre un ambiente completamente vetrato. All'interno della villa sono rimasti pochi elementi decorativi a causa degli usi che le sono stati assegnati nel corso della sua storia.
La villa è circondata da un vasto parco ricco di alberi e di essenze vegetali rare e pregevoli. In uno spazio del parco, presso l'intersezione tra le vie Magenta e 11 febbraio (angolo nord-est), nel 1998 venne posto il monumento alla municipalità di Sacconago, a settant'anni di distanza dall'annessione al comune di Busto Arsizio. Questo monumento celebra l'operosità sinaghina.